# George Heath
Pour les articles homonymes, voir Heath.

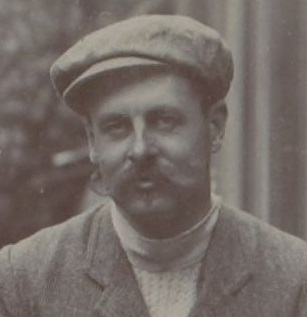
Heath dix ans plus tôt, au Tour de France automobile 1899.

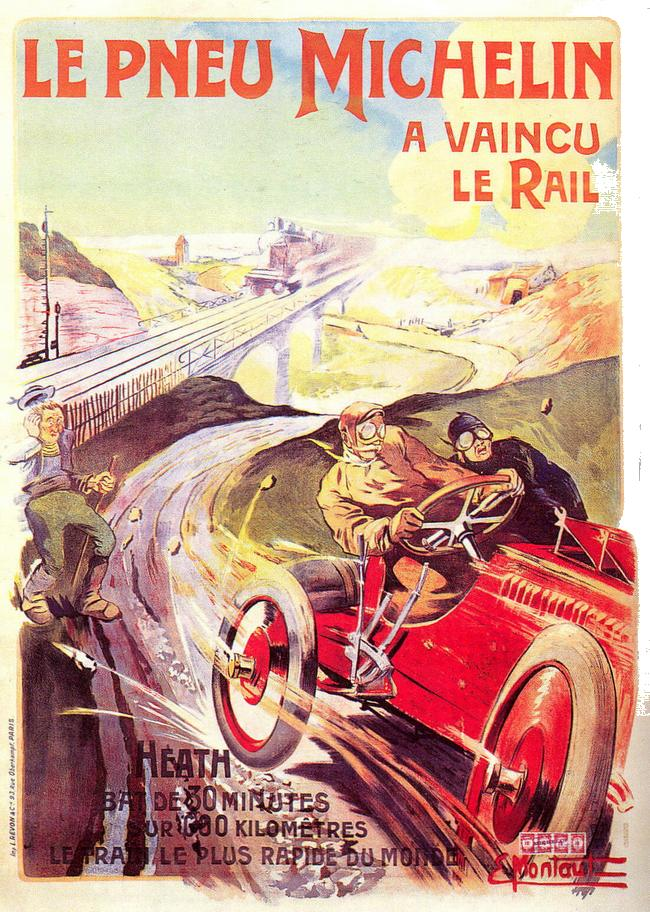
Heath battant de 30 minutes sur 600 kilomètres le train le plus rapide du monde, par Ernest Montaut (publicité expliqué dans La Vie au Grand Air du 6 octobre 1904 après sa victoire au circuit des Ardennes).

George Heath (1862 à Long Island - 1943) est un pilote automobile américain ayant vécu à Paris, où il tenait un commerce de tailleur. 

## Biographie
Il commence la compétition en 1898, lors du Paris-Amsterdam-Paris (treizième sur Panhard, marque française à laquelle il restera toujours fidèle).
En 1899, il termine quatrième du Paris-Saint-Malo, et sixième du premier Tour de France automobile. En 1901, il est treizième du Paris-Berlin, et en 1902 septième du Circuit des Ardennes avec une 70CV. 1903 le voit échouer au Paris-Madrid et au circuit des Ardennes.
Il se distingue surtout en remportant en 1904 sur une 90HP la troisième édition du Circuit des Ardennes en juillet, puis la première édition de la Coupe Vanderbilt en octobre, en passant devant Albert Clément sur Clément-Bayard lors du 10e et dernier tour, après avoir déjà mené la course durant 4 boucles. 
En 1905, il est encore cinquième du circuit des Ardennes et deuxième de la coupe Vanderbilt, après avoir terminé sixième lors des éliminatoires françaises de la Coupe Gordon Bennett.
Il entame sa saison 1906 avec une sixième place au Grand Prix de l'Automobile Club de France du Mans sur une 130CV, puis il échoue dans la coupe Vanderbilt.
Après un abandon en 1907, il décroche encore la neuvième place lors du Grand Prix de l'A.C.F. en 1908, soit une longévité en course d'une dizaine d'années, fait plutôt rare pour l'époque. Trois voitures ont pour la première fois été engagées par Panhard & Levassor dans cette épreuve troisième du genre, les deux autres engins ayant été confiés à Henry Farman (23e) et Henri Cissac. Ce dernier trouve la mort durant l'épreuve dieppoise, ce qui entraîne l'arrêt de la compétition sportive par la marque.
En 1951, Heath obtient rétroactivement pour la saison 1904 le titre honorifique de troisième Champion américain de course automobile, grâce à l'historien du sport automobile Russ Catlin.

## Galerie d'images

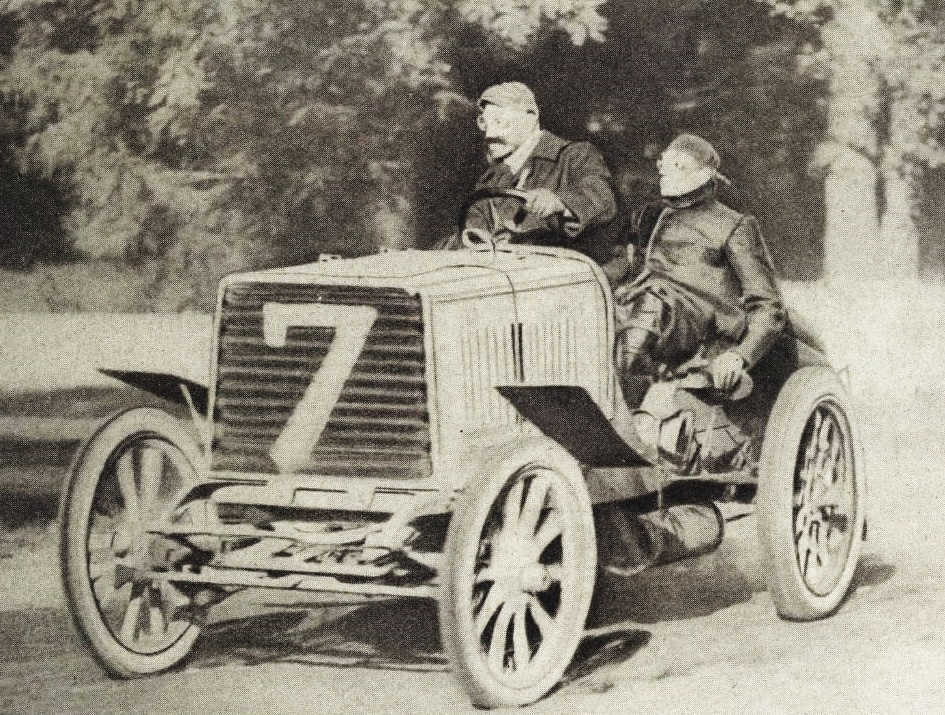
George Heath en 1904...
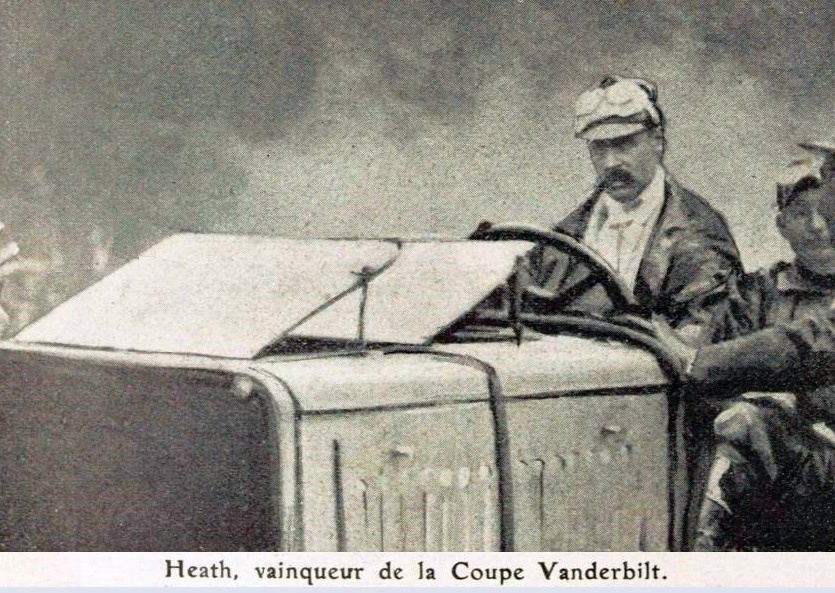
...vainqueur de la première Coupe Vanderbilt à Manhattan.
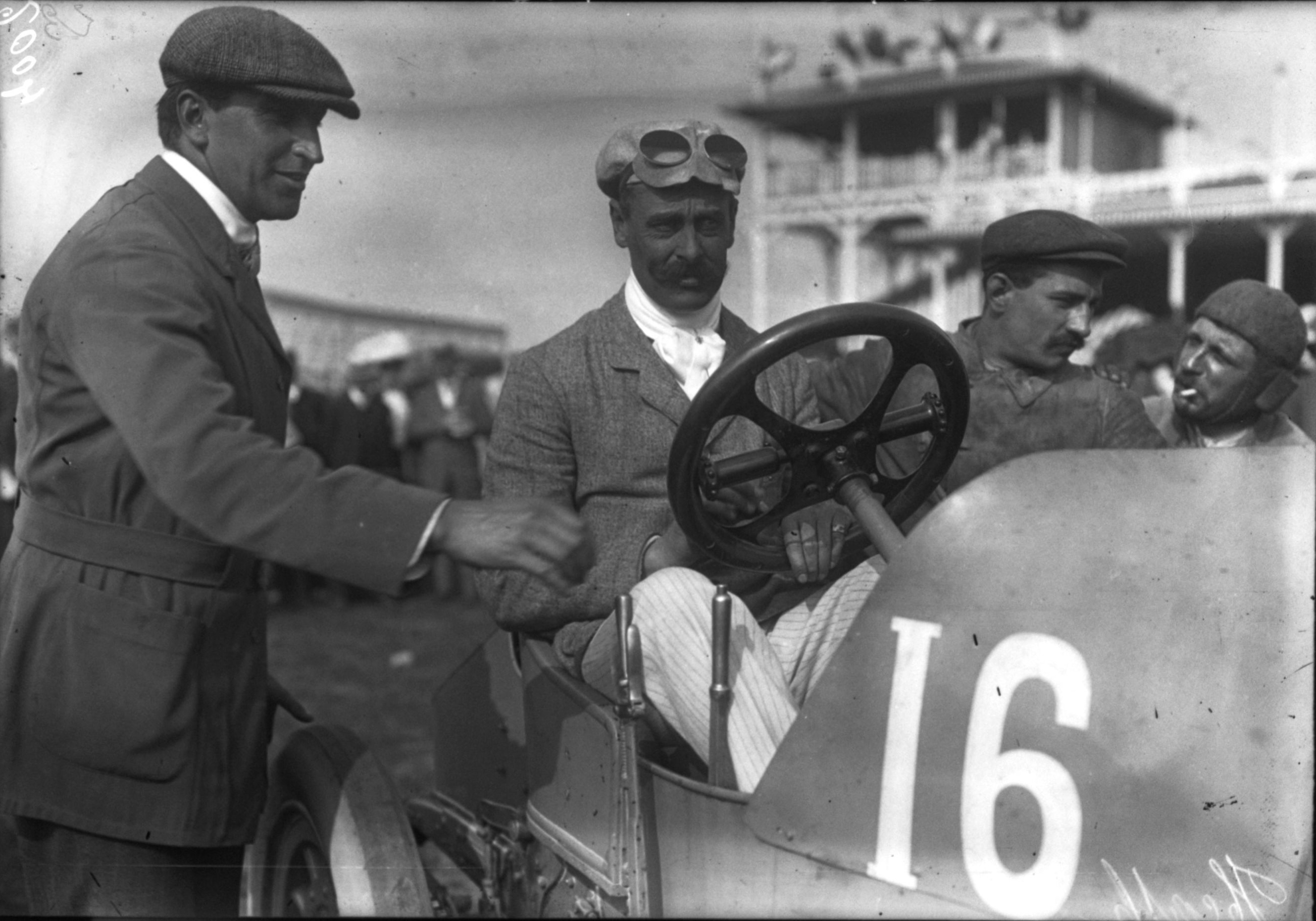
Heath au Grand Prix de Dieppe en 1908...
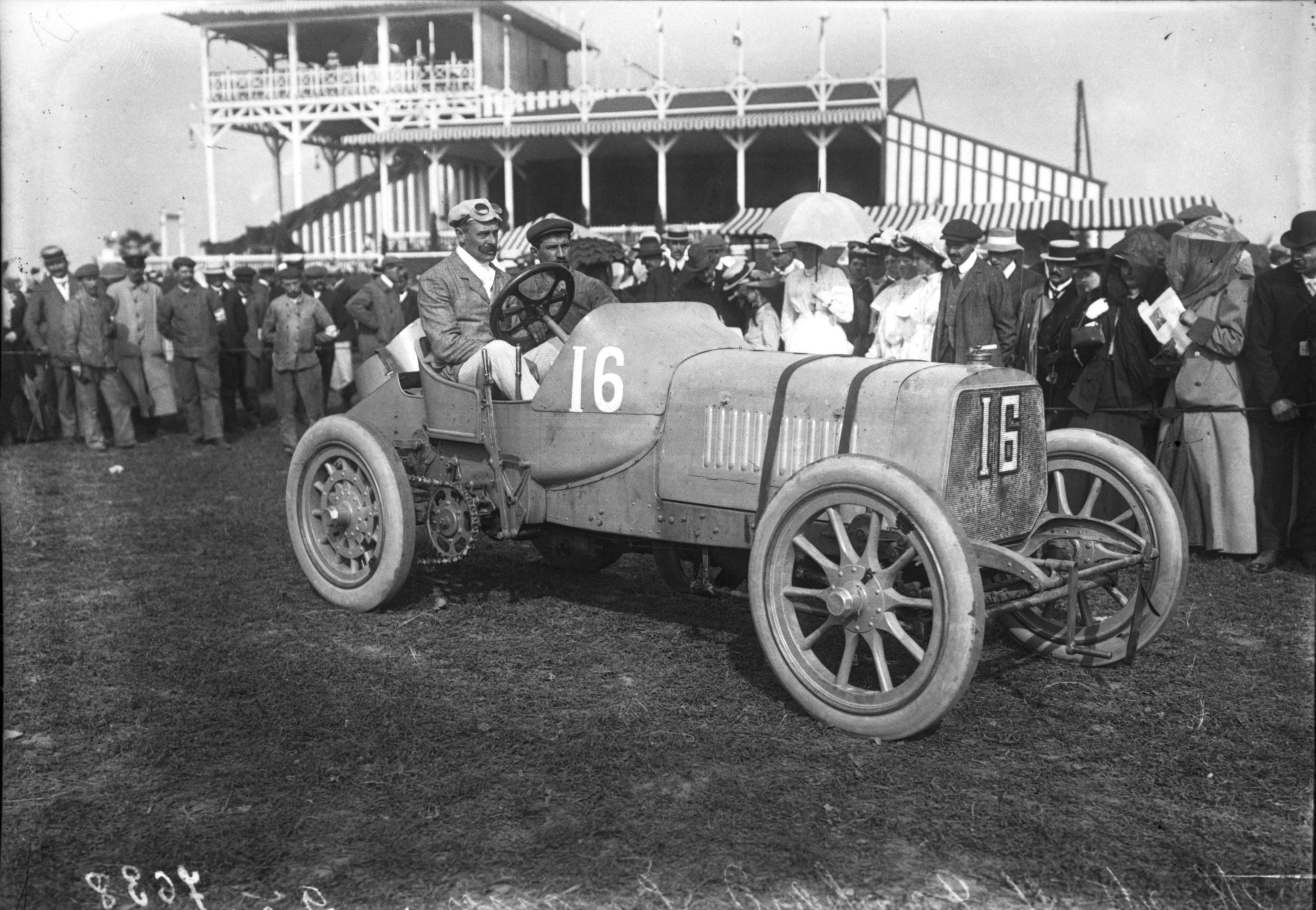
...même course.
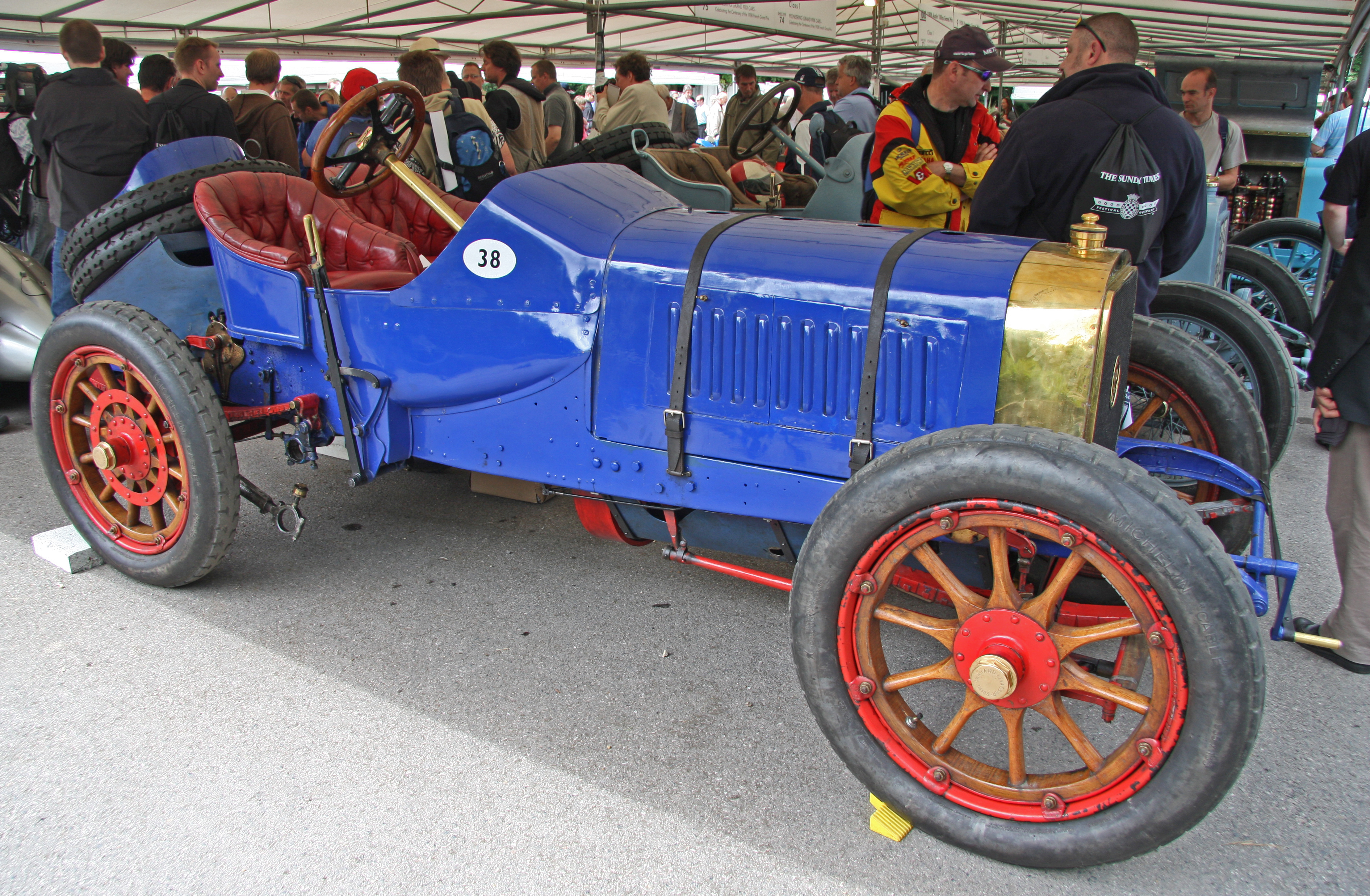
La Panhard Grand Prix 13L. 4I de 1908 (exposée ici en 2008).